# Johannes Köppl
Johannes Köppl (* 1985) ist ein deutscher Kirchenmusiker, Komponist und Hochschullehrer.

## Leben
Köppl studierte Kirchenmusik an der Hochschule für katholische Kirchenmusik und Musikpädagogik Regensburg und vertiefte seine Kenntnisse in Musiktheorie und Gehörbildung an der Hochschule für Musik und Theater München. Nach seinem Studium war er als hauptamtlicher Kirchenmusiker in Geretsried und Murnau am Staffelsee tätig. Parallel dazu unterrichtete er Musiktheorie und Improvisation an der Hochschule für Musik und Theater München. Später folgte eine Anstellung als Dozent für Musiktheorie an der Musikakademie Kassel. Im Jahr 2017 erhielt Köppl eine Professur für Musiktheorie an der Hochschule für Musik und Tanz Köln, wo er zudem als Dekan des Fachbereichs für Musiktheorie, Komposition, Gitarre und Klavier fungierte. 
2024 kehrte er als Professor für Musiktheorie an seine Alma Mater, die HfKM Regensburg, zurück. Neben seiner Lehrtätigkeit ist Johannes Köppl als Organist, Komponist und Arrangeur aktiv. Er veröffentlicht kostenlos Orgelsätze, Chorsätze, Streichersätze und Bläsersätze für das katholische Gotteslob im Internet.

## Kompositionen (Auswahl)
- Dominus lux mea. Chor SATB und Orgel. Ecclesia Cantans-Verlag 2008.
- Ave Maria. Chor SATB. Ecclesia Cantans-Verlag 2008.
- Missa Duo seraphim. Frauenchor mit Orgel. Ecclesia Cantans-Verlag 2009.
- Cantate Domino. Chor SATB. Berliner Chormusik-Verlag 2009.
- Lob der Schöpfung. Chor SATB und Orgel. Ecclesia Cantans-Verlag 2010.